# Homburg/Good Captain Clack
Homburg/Good Captain Clack è il secondo singolo dei Procol Harum, pubblicato nel 1967.

## Descrizione
Homburg, pubblicato in origine solo su questo 45 giri, fu nel 1997 inserito come bonus track nella ristampa in cd dell'album del 1967 Procol Harum, mentre Good Captain Clack' venne già inserito nel 1967 nell'album originale.

## Tracce
LATO A
1. Homburg (testo: Keith Reid – musica: Gary Brooker)

LATO B
1. Good Captain Clack (testo: Keith Reid – musica: Gary Brooker)

## Formazione
- Gary Brooker - pianoforte e voce
- Matthew Fisher - organo Hammond
- Dave Knights - basso
- B.J. Wilson - batteria
- Robin Trower - chitarra